# Zuasti
Zuasti es una localidad española de la Comunidad Foral de Navarra perteneciente al municipio  de Iza, situada en la Merindad de Pamplona, en la Cuenca de Pamplona y a 10,9 km de la capital de la comunidad, Pamplona. Su población en 2021 era de 502 habitantes (INE).
Actualmente existen dos núcleos de población diferenciados en la localidad, Zuasti y Larrache, ambos urbanizaciones residenciales exclusivas. Entre las dos urbanizaciones se encuentra el club de golf, Club de Campo Señorio de Zuasti, y una área de descanso que da servicio a la autopista de Navarra (AP-15). También cuenta con una escuela infantil, Sarburu, para niños de 4 meses a 3 años.
Con una renta media de 34.207,81 € es el municipio con mayor renta de la Comunidad Foral de Navarra.
También es segunda residencia de jugadores de golf de provincias limítrofes.

## Topónimo
Zuasti está compuesto de zu(h)aitz, zugaitz, zugatz «árbol bravío» más -ti, variante de -di tras sibilante, con significado de «arboleda bravía».
Existe constancia de otro Zuasti en el valle de Lónguida, en la Merindad de Sangüesa. Ambos lugares se relacionan en el Nomenclátor de Floridablanca de 1789 como pueblos de señorío vinculados al marquesado de Vesolla.

## Geografía

### Situación
La localidad se sitúa en la parte oriental sur de la Cendea de Iza. Tiene una superficie de 1,32 km², lo que supone algo más del 4 % del municipio y limita por el norte con el concejo de Sarasa; por el este con Larragueta y el despoblado de Laquidáin (municipio de Ansoáin), y con los concejos de Aldaba e Iza por el suroeste y oeste.
Zuasti se encuentra a 10 km de Pamplona por la carretera N-240-A donde se puede acceder a todo tipo de servicios. Dispone de un autobús privado de uso público que une la capital con las zonas residenciales y el club varias veces al día. 

### Relieve e hidrología
La localidad se sitúa a ambos lados de la depresión formada por un pequeño río que baja desde los montes de Arístregui por Sarasa.

### Robledal de Zuasti
El robledal de Señorío de Zuasti es un extenso bosque de llanura de la especie Quercus humilis, roble que antes se asentaba en los valles de Basaburua Mayor, Ezkabarte, Goñi, Lana, Salazar, Ulzama, etc. Se trata del bosque de este roble ubicado más al sur de toda Europa.
Sus orígenes se remontan al Señorío de Don José de Juanmartiñena, Conde de Aldaz en el siglo XIV. A partir de la segunda mitad del siglo XX el Señorío fue perdiendo población, por lo que a principios de los noventa pasó a pertenecer al Club de Campo Señorío de Zuasti. Se organizan excursiones escolares para visitarlo.
Este impresionante robledal de Quercus humilis o roble peludo está a 440 m de altitud sobre el nivel del mar y tiene una superficie de 82 995 m² con un entramado de caminos de 1335 metros de longitud. A lo largo de dichos paseos, se puede observar la vegetación de un robledal sin apenas intervención humana, robles milenarios difíciles de encontrar en la actualidad.

## Demografía
| 2000 | 2001 | 2002 | 2003 | 2004 | 2005 | 2006 | 2007 | 2009 | 2010 | 2012 | 2014 | 2015 | 2016 | 2017 | 2018 | 2019 | 2020 | 2021 |
| ---- | ---- | ---- | ---- | ---- | ---- | ---- | ---- | ---- | ---- | ---- | ---- | ---- | ---- | ---- | ---- | ---- | ---- | ---- |
| 122  | 115  | 137  | 142  | 140  | 193  | 187  | 217  | 236  | 291  | 346  | 411  | 423  | 470  | 454  | 464  | 487  | 509  | 502  |

## Política y administración

### Administración concejil
Zuasti perdió el estatus de concejo al quedar despoblado en la segunda mitad del siglo XX, estatus que recuperó cuando en el siglo XIX se construyó la urbanización que lleva su nombre. En la actualidad es uno de los 13 de concejos del municipio de Iza gobernado por UPI. 

## Historia
En 1366 y con ocho vecinos de condición hidalga, según los Libros de fuegos, era uno de los lugares más habitados de la cendea. Sus pechas las percibía en 1392 Martín Martínez de Úriz. Por estas fechas de finales del siglo XIV y principios del siglo XV, Leonel de Navarra, bastardo de Carlos II de Navarra, estaba en posesión del palacio local que en torno a 1468 había pasado a Garcia Pérez de Zuasti.
Aunque no hay muchas noticias específicas del lugar sí se conoce que en 1761 y en 1788 se titulaban como «dueños del lugar de Zuasti» Fermín Martínez de Elizalde y su hijo Juan Bautista. Ya constaba el señorío como parte patrimonial de los marqueses de Vesolla.

### Migraciones
Hubo una primera migración de zuastiarras hacia América, a inicios del siglo XVI, principalmente lo hicieron en participación del proceso de descubrimiento y conquista de esos nuevos territorios. Algunos fueron como parte del contingente administrativo de la corona española.
Durante la era napoleónica se produce una de las más grandes migraciones de hijos y familias de Zuasti. Algunos grupos familiares zuastiarras salen con destino incierto y huyendo de la represión francesa. A fines del siglo XVIII e inicios del siglo XIX emigraron, con destino a América del Sur, más concretamente hacía la zona norte del hoy Ecuador, varios grupos familiares, los mismos que, adoptando su apellido toponímicamente, se autoapellidaron Zuasti, otros Suasti y algunos otros adoptaron el apellido Soasti, así, con estos apellidos toponímicos vascuences, estos grupos familiares fueron desde Navarra en España, en este caso, hacia el sur de la actual Colombia y al norte del actual Ecuador, en donde se instalaron y progresaron.

## Monumentos y lugares de interés

### Monumentos religiosos
- Iglesia de San Andrés.

### Monumentos civiles
Sin duda el edificio más destacado es el Palacio de Zuasti, construido hacia el siglo XV, que fue restaurado a finales del siglo XX. Actualmente alberga una cafetería, restaurante, salón de banquetes y un salón social para los socios del Club de campo Señorio de Zuasti. Además, dispone de un almacén para guardar el material deportivo.
La rehabilitación del Palacio de Zuasti fue obra del galardonado arquitecto navarro Don Francisco (Patxi) Mangado. 